# Салбык
Салбы́к (от хак. салбах — «низина, лужа») — деревня в Усть-Абаканском районе Хакасии. Входит в сельское поселение Вершино-Биджинский сельсовет.
Расположена в долине речки Салбык, в 8 км к юго-востоку от знаменитого Салбыкского кургана, в 15 км к югу от центра сельского поселения — села Вершино-Биджа.

## История
В 1965 г. Указом Президиума ВС РСФСР деревня фермы №  2 Московского овцеводческого совхоза переименована в Салбык.

## Население
| 2002 | 2010 |
| ---- | ---- |
| 41   | ↗48  |

На 01.01.2004 было: постоянных хозяйств — 9, население — 39 человек, в основном русские.